# Egira peruviana
Egira peruviana är en fjärilsart som beskrevs av Köhler 1979. Egira peruviana ingår i släktet Egira och familjen nattflyn. Inga underarter finns listade i Catalogue of Life.